# Palais Ostrogski
Le palais Ostrogski est un château situé à Varsovie en Pologne. Il a été détruit en 1944, puis reconstruit entre 1949 et 1955. Il abrite aujourd'hui le Musée de Frédéric Chopin.